# Gajówka Augustowska
Gajówka Augustowska (deutsch Waldhaus Augustwalde) ist ein Ort in der polnischen Woiwodschaft Ermland-Masuren. Er gehört zur Gmina Kolno (Landgemeinde Groß Köllen) im Powiat Olsztyński (Kreis Allenstein).

## Geographische Lage
Gajówka Augustowska liegt in der nördlichen Mitte der Woiwodschaft Ermland-Masuren im südöstlichen Gemeindegebiet, 13 Kilometer südlich der früheren Kreisstadt Rößel (polnisch Reszel) bzw. 46 Kilometer nordöstlich der heutigen Kreismetropole Olsztyn (deutsch Allenstein).

## Geschichte
Die einstige Waldwärterstation Waldhaus Augustwalde war bis 1945 ein Wohnplatz der Gemeinde Loszainen (1936 bis 1945 Loßainen, polnisch Łężany) im ostpreußischen Kreis Rößel. Im Jahre 1885 zählte die Station fünf, im Jahre 1905 bereits 20 Einwohner.
Als 1945 in Kriegsfolge das gesamte südliche Ostpreußen an Polen fiel, erhielt Die Waldwärterstation Waldhaus Augustwalde die polnische Namensform „Gajówka Augustówska“. Als Waldsiedlung (polnisch Osada leśna) ist der Ort heute in die Landgemeinde Kolno (Groß Köllen) im Powiat Olsztyński (Kreis Allenstein) eingegliedert.

## Kirche
Bis 1945 war Waldhaus Augustwalde in die evangelische Kirche Warpuhnen (polnisch Warpuny) in der Kirchenprovinz Ostpreußen der Kirche der Altpreußischen Union, außerdem in die römisch-katholische Kirche Legienen (polnisch Leginy) im damaligen Bistum Ermland eingepfarrt.
Heute gehört Gajówka Augustowska katholischerseits weiterhin zur Pfarrei in Leginy, die nun dem Erzbistum Ermland zugeordnet ist. Evangelischerseits besteht auch noch der Bezug zur Kirche in Warpuny, die jetzt eine Filialkirche von Sorkwity (Sorquitten) in der Diözese Masuren der Evangelisch-Augsburgischen Kirche in Polen ist.

## Verkehr
Gajówka Augustowska liegt unweit der polnischen Woiwodschaftsstraße 590, die hier einen Abschnitt der einstigen deutschen Reichsstraße 141 befährt. Zwischen Łężany (Loszainen/Loßainen) und Bredynki (Bredinken) befindet sich auf der östlichen Seite ein Abzweig zu der Waldsiedlung.